# Mecodium gardneri
Mecodium gardneri là một loài dương xỉ trong họ Hymenophyllaceae. Loài này được Jayasek. mô tả khoa học đầu tiên năm 2006.
Danh pháp khoa học của loài này chưa được làm sáng tỏ. 